# Frihed
 For alternative betydninger, se Frihed (flertydig). (Se også artikler, som begynder med Frihed)
 Der er for få eller ingen kildehenvisninger i denne artikel, hvilket er et problem. Du kan hjælpe ved at angive troværdige kilder til de påstande, som fremføres i artiklen.

Frihed opfattes generelt som et koncept inden for politisk filosofi, og betegner den tilstand i hvilken et individ nyder immunitet fra vilkårlig magtudøvelse.
Politiske filosofier med rod i hhv. individualisme og socialisme har ofte forskellige opfattelser af frihed: individualistiske og liberale frihedskoncepter relaterer til individets frihed fra andres tvang, mens man ofte i socialistisk perspektiv sætter lighedstegn mellem frihed og lighed, med den underliggende påstand at frihed uden lighed blot vil være de magtfuldes dominans.
I John Stuart Mills værk, On Liberty, erkendte han som den første forskellen mellem frihed til at handle, og frihed som fravær af tvang. I bogen Two Concepts of Liberty forklarede Isaiah Berlin forskellen mellem disse to perspektiver som to modsatrettede former for frihed: positiv frihed og negativ frihed. Den sidste form betegner de omstændigheder hvor et individ er beskyttet mod tyranni og vilkårlig magtudøvelse, mens den første medfører visse borgerrettigheder, som f.eks. retten til at stille op til valg.

## Positiv frihed
Positiv frihed er en idé der først blev udtrykt og analyseret som et separat frihedsbegreb af John Stuart Mill, men blev navnlig beskrevet af Isaiah Berlin. Den betegner muligheden og evnen til at udfylde ens potentiale, i modsætning til negativ frihed, som betegner frihed fra undertrykkelse.
Positiv frihed beskrives ofte som friheden til at opnå visse mål, såsom frihed til uddannelse, indflydelse, midler og selvkontrol. Mens negativ frihed beskrives som frihed fra ekstern tvang, såsom indespærring, konfiskering af ejendom, censur. Idéen om positiv frihed fremhæves ofte af den socialistiske del af det politiske spektrum, hvorimod negativ frihed er vigtigst for liberale og libertarianere. Dog er det ikke alle der anerkender opdelingen i positive og negative friheder som ægte eller signifikant.

Selv om han beskrev konceptet om positiv frihed, var Isaiah Berlin dybt mistænksom over for samme. Han argumenterede at forfølgelsen af positiv frihed kunne føre til en situation hvor staten påtvinger folk en bestemt livsførelse, med den begrundelse at denne er den mest rationelle, og derfor er hvad en person burde ønske sig, uanset om det er hvad denne person faktisk ønsker sig.
Forsvarere for positiv frihed påstår at denne ikke nødvendigvis vil have sådanne totalitære undertoner, og at der er stor forskel mellem at give positive friheder til borgerne og at tage beslutninger for dem. For eksempel argumenteres det at et demokratisk styre, der giver positive friheder, ikke ville lide af de problemer Isaiah Berlin beskrev, fordi et sådant styre ikke ville kunne ignorere befolkningens ønsker. Tillige ser mange på venstrefløjen positiv frihed som en garanti for lige rettigheder til goder som uddannelse og beskæftigelse, og et vigtigt forsvar mod diskrimination — f.eks. kunne positiv frihed være en kvindes ret til at blive behandlet på lige fod med en mand i en jobsamtale.

## Negativ frihed
Det filosofiske koncept om negativ frihed betegner et individs frihed fra at blive underlagt andres autoritet. I denne forstand opfattes man som fri i det omfang ingen andre blander sig i ens aktiviteter. Ifølge Thomas Hobbes: "a free man is he that... is not hindered to do what he hath the will to do." ("en fri mand er én der ikke er forhindret i at gøre det han vil gøre").
Distinktionen mellem negativ og positiv frihed blev klarlagt af Isaiah Berlin i hans skrift Two Concepts of Liberty. Ifølge Berlin er denne distinktion en integreret del af den politiske tradition: Idéen om negativ frihed forbindes med klassiske britiske filosoffer som John Locke, Thomas Hobbes og Adam Smith, mens positiv frihed forbindes med kontinentale europæiske tænkere som Georg Wilhelm Friedrich Hegel, Jean-Jacques Rousseau, Johann Gottfried Herder og Karl Marx.
Idéen om negativ frihed har flere bemærkelsesværdige aspekter. For det første definerer negativ frihed et område eller en "zone" af frihed. Med Berlins ord: "liberty in the negative sense involves an answer to the question 'What is the area within which the subject – a person or group of persons – is or should be left to do or be what he is able to do or be, without interference by other persons.'" ("frihed i negativ forstand giver et svar på spørgsmålet 'på hvilke områder kan subjektet – en person eller en gruppe af personer – gøre eller være, hvad denne evner at gøre eller være, uden indblanding fra andre'"). Visse filosoffer har accepteret hovedpointen at frihed definerer den "zone" hvor man kan handle uhindret af andre, omend uenige i omfanget af denne "zone". For det andet skyldes de pålagte begrænsninger (af handlefrihed) en anden person eller andre personer, ikke naturlige begrænsninger mangel på midler eller evner. Claude Adrien Helvétius udtrykte denne pointe klart: "The free man is the man who is not in irons, nor imprisoned in a gaol, nor terrorized like a slave by the fear of punishment... it is not lack of freedom not to fly like an eagle or swim like a whale." ("Det frie menneske er en der ikke er lænket, indespærret eller terroriseret som en slave af frygten for afstraffelse... det er ikke mangel på frihed ikke at kunne flyve som en ørn eller svømme som en hval").
Opdelingen i positive og negative friheder opfattes som vildledende af politiske filosoffer i de socialistiske, socialdemokratiske, libertariansk-socialistiske og marxistiske traditioner. Visse argumenterer at positiv og negativ frihed i praksis er umulige at skelne fra hinanden, mens andre hævder at den ene form for frihed ikke kan eksistere uden den anden. Et almindeligt argument er at bevarelsen af negativ frihed kræver positiv handling fra et styre eller samfund for at forhindre visse individer i at fratage andre deres frihed.

## Frihed som en triadisk relation
I 1967 argumenterede Gerald MacCallum at fortalerne for positiv og negativ frihed konvergerer mod en fælles definition af frihed, men blot har forskellige tilgange til at etablere denne. Ifølge McCallum er frihed en triadisk relation: X er en aktør, Y er en forhindring, og Z er en handling eller tilstand, hvor X er fri til at gå fra Y til at gøre eller blive Z. På denne måde definerede han frihed som en enkel, komplet formel, i stedet for at definere frihed i form af de to forskellige paradigmer om postiv og negativ frihed.

## Frihed og politisk tænkning

### Antikkens lov og frihed
Den første kendte brug af ordet "frihed" i en politisk kontekst går tilbage til det 24. århundrede fvt., i en tekst der beskriver genetableringen af social og økonomisk frihed i Lagash, en sumerisk bystat. Urukagina, kongen af Lagash, etablerede det første kendte lovkompleks der skulle beskytte borgerne mod de rige og magtfulde. Urukagina, der var kendt som en stor reformator, etablerede love der forbød tvangsmæssig salg af ejendom, og krævede at enhver anklage mod en person blev fremlagt før denne kunne straffes. Dette er det første kendte eksempel på en form for retssikkerhed i menneskehedens historie.
Som Urukagina fokuserede de fleste friheder i antikken på negativ frihed, ved at beskytte de mindrebemidlede mod chikane og påtrængenhed. Andre antikke lovsystemer, som f.eks. Hammurabis lov, forbød på samme måde tvang i økonomiske spørgsmål, som salg af jord, og gjorde det klart at når en rig mand myrder en fattig er det stadig mord. Dog hvilede disse systemer stadig på et vist mål af "dydighed" blandt konger og ministre, hvilket langt fra var pålideligt.
Romersk lov indbefattede også visse begrænsede former for frihed, selv under de romerske kejseres styre. Dog blev disse friheder kun givet til romerske borgere. Alligevel nød den romerske borger en kombination af positiv frihed (retten til frit at indgå kontrakter, retten til lovligt ægteskab) og negativ frihed (retten til prøvelse ved en domstol, ret til at appellere og retten til ikke at blive tortureret). Mange af de friheder der var givet under romersk lov fortsatte gennem Middelalderen, men gjaldt kun adelen, aldrig almindelige mennesker. Ideen om umistelige og universelle rettigheder måtte vente til Oplysningstiden.

### Den sociale kontrakt
Teorien om sociale kontrakter, der blev udviklet af Hobbes, Locke og Rousseau, var blandt de første der gav en politisk klassificering af rettigheder, specielt gennem konceptet om suverænitet og naturlige rettigheder. Oplysningstidens tænkere ræsonnerede sig frem til den opfattelse at love styrer både himmelske og menneskelige anliggender, og at loven giver monarken hans/hendes magt, i stedet for at monarkens magt giver styrke til loven. Kongens magt var således begrundet i gudgivne rettigheder, i modsætning til hans auctoritas. Begrebet om lovens betydning kulminerede med Montesquieus tænkning. Opfattelsen af loven som en relation mellem individer, snarere end familier, kom i forgrunden, og med den en øget fokus på individuel frihed som et fundamentalt begreb, givet af "Naturen og Naturens Gud", som i den ideelle stat ville ville være så omfattende som muligt. Oplysningstiden skabte dermed, blandt andre ideer, ideen om frihed: Dvs. om et frit individ som værende mest fri inden for rammerne af en stat der giver lovens stabilitet (en retsstat). Senere artikulerede mere radikale filosofier som socialisme sig i løbet af den franske revolution og i det 19. århundrede.

### Moderne perspektiver
Den moderne opfattelse af demokrati, om det er repræsentativt demokrati eller andre demokratier (inkl. det tidligere kommunistiske "folkedemokratier"), kan alle genfindes i Rousseaus idéer om folkets suverænitet. Dog adskiller liberalisme sig fra socialisme og kommunisme ved at denne taler for en form for repræsentativt demokrati, mens socialisme hævder at arbejde for direkte demokrati (også selv om dette, i kommunismens tilfælde, skulle opnås gennem en periode med proletariatets diktatur, et koncept der blev brugt under den kolde krig til at legitimere et autoritært regime).
Liberalisme er en politisk strømning der omfatter en række historiske og nutidige ideologier, og som anser beskyttelsen af individuel frihed som formålet for statens virke. To strømninger er særligt fremme, selv om begge er baseret på en individualistisk ideologi. I det kontinentale Europa refererer liberalisme oftest til økonomisk liberalisme, dvs. individets ret til at indgå kontrakter, handle og virke i et marked fri for begrænsninger. I USA refererer det til socialliberalisme, inklusiv retten til af udtrykke uenighed med vedtagne principper eller etablerede autoriteter i politiske og religiøse spørgsmål. Begge er politiske kernespørgsmål og er stærkt omdiskuterede.
En retning populær blandt amerikanske libertarianere ser ingen gyldig distinktion mellem de to former for frihed – at de de facto er ens, og skal beskyttes (eller bekæmpes) sammen. Det pointeres bl.a. at der i USA's forfatning nævnes "liv, frihed og ejendom" to gange, uden at der skelnes mellem medlemmer af denne treenighed.
Anarko-individualister som Max Stirner krævede den størst mulige respekt for individets frihed. Fra et lignende perspektiv erklærede primitivister som John Zerzan at man ville skulle afskaffe civilisationen for at skabe frihed, ikke blot staten som i socialistisk tænkning. Visse amerikanere ser beskyttelsen af frihedsidealerne som en konservativ politik, idet dette ville overholde den ånd af individuel frihed de ser som værende hjertet af den amerikanske forfatning. Visse ser frihed som synonymt med demokrati, i hvert fald i én forstand af ordet, mens andre ser konflikter eller endda modsætninger mellem de to koncepter.

## Kritik
Opfattelsen af individuel frihed blev kritiseret fra forskellige vinkler af Marx, Nietzsche og Freud. Socialistiske opfattelser (både anarkistiske og marxistiske, eftersom opdelingen mellem disse to politiske filosofier stammer fra deres forskelle i deres opfattelse af staten) kritiserede "formelle friheder" udtrykt i den franske Erklæringen om menneskets og borgerens rettigheder fra 1789, som Marx kaldte "det egoistiske bourgeoisis rettigheder". Marx argumenterede for at borgerrettigheder som ytringsfrihed kun var abstrakte, så længe de materielle  betingelser for at udøve dem ikke var sikret. For eksempel ville marxister betegne koncentration af ejerskab til medier som i praksis begrænsende for retten til frit at udtrykke sig ved at udvælge hvilke typer mennesker der må udtrykke sig i medierne. Dermed blev lighed set som en hovedbestanddel i et samfunds grad af frihed. Selv i dag argumenterer anarkister for at frihed uden lighed blot er "de stærkes frihed til at udnytte de svage".

## Statuer og monumenter
Et tempel blev opført til gudinden Libertas på Aventinerhøjen i Rom af Tiberius Gracchus' far under den anden puniske krig. En statue af samme gudinde blev tillige opstillet af Clodius på grunden hvor Ciceros hus havde ligget indtil det blev revet ned.
En statue der forestiller Frihedsgudinden står nu ved indsejlingen til New Yorks havn i USA. Kobberstatuen var en gave fra den franske republik, givet som et tegn på venskab mellem de to nationer ved USAs 100 års fødselsdag. Frihedsgudinden anvendes ofte som symbol på idealerne bag De Forenede Stater, og specielt frihed generelt; som sådan er det et foretrukkent symbol for bl.a. amerikanske libertarianere.
Frihedmonumentet (Liberty Memorial) i Kansas City, USA er tilegnet sejrene for frihed i 1. verdenskrig og 2. verdenskrig mod Centralmagterne og Aksemagterne.

## Eksterne links
- Stanford Encyclopedia of Philosophy opslag om negativ og positiv frihed Arkiveret 14. september 2006 hos  Wayback Machine
- Frihedsideer: International platform for individuel frihed Arkiveret 14. november 2006 hos  Wayback Machine
- Fremtiden for frihed Arkiveret 4. oktober 2006 hos  Wayback Machine